# Чечет Віктор Костянтинович
Віктор Костянтинович Чечет (1891, Київ, Російська імперія — 1974) — український військовий льотчик, дизайнер, піонер сучасних багатокорпусних вітрильників. Як вважається — автор терміна «тримаран».
Учасник Першої світової війни. В грудні 1917 вступив на службу у війська Центральної Ради, в 1-й Український авіаційний загін.
У 1923 році емігрував до Нью-Йорка і далі експериментував з катамаранами та тримаранами.
У 1945 році почав будівництво 24-фунтового тримарану. У 1946 році узяв участь в перегонах вітрильників «Marblehead Race Week». Незважаючи на погані результати, його участь допомогла подолати упередження проти багатокорпусних суден. У тому ж році заснував Міжнародну асоціацію багатокорпусних суден.
Крім конструювання човнів заробляв на життя, малюючи пейзажі і портрети.